# Rezolucja (polityka)
Rezolucja (łac. resolutio – rozwiązanie) – zbiorowa uchwała, deklaracja powzięta przez jakieś zgromadzenie, komitet, zjazd, kongres, w wyniku obrad, nieposiadająca przymiotu wiążącego.

## W Polsce
W Polsce rezolucje może podejmować między innymi Sejm. W rezolucji wzywa się do określonego, jednorazowego działania. Rezolucja, jako akt o charakterze wewnętrznym (jest to uchwała Sejmu) nie jest prawnie wiążąca wobec organu państwowego, który został wezwany do określonego działania lub zaniechania, a jedynie stwarza możliwość politycznego nacisku na jej adresata.